# Numerische Taxonomie
Die numerische Taxonomie oder Phänetik ist ein Klassifikationssystem in der biologischen Systematik. Ziel ist die Aufstellung einer biologischen Taxonomie anhand von morphologischen Merkmalen. Dabei wird intensiv auf computergestützte Rechenverfahren und insbesondere die Clusteranalyse zurückgegriffen. Das Konzept der numerischen Taxonomie wurde 1961 von Robert R. Sokal und Peter Sneath (1923–2011) in dem Buch Principles of Numerical Taxonomy entwickelt.

## Motivation und Praxis
Die morphologische Ausrichtung der numerischen Taxonomie stand schon bei ihrer Entwicklung im Kontrast zur Mehrheit der taxonomischen Theorie und Praxis. Der überwiegende Teil der biologischen Systematik ist an der phylogenetischen Entwicklung orientiert. Das Aussparen evolutionstheoretischer Überlegungen ist von Sokal und Sneath jedoch explizit gewünscht. Ziel ist es, ein allgemeingültiges, möglichst theoriefreies taxonomisches System zu entwickeln, das für die verschiedenen Disziplinen wie Ökologie, Evolutionsbiologie oder Paläontologie gleichermaßen verbindlich ist.
Die numerische Taxonomie stützt sich auf eine große Anzahl morphologischer Merkmale, die allesamt beobachtbar und quantifizierbar sein müssen. Dabei wird für Individuen das Ausmaß bestimmt, in dem ihnen die Merkmale zukommen. Mittels komplexer, computergestützter Verfahren soll so ein objektives Maß für Ähnlichkeit von Individuen gefunden werden. Die Ähnlichkeiten können dann als Material für ein taxonomisches System dienen.

## Kritik und Aufnahme in der Forschung
Die numerische Taxonomie hat sich in der biologischen Systematik nicht durchsetzen können. Zum einen wird von Evolutionsbiologen eine rein morphologisch orientierte Taxonomie als unrealistisch abgelehnt. Zum anderen gibt es schwerwiegende wissenschaftstheoretische Einwände gegen die phänetische Konzeption einer objektiven Taxonomie. Morphologische Artkonzepte sind aufgrund der notwendigen Auswahl und Gewichtung der morphologischen Merkmale zum Teil subjektiv und häufig von verfügbarer Methodik und spezifischen Forschungsinteressen geleitet. Zum anderen ist die Mehrheit der Taxonomen heute der Ansicht, dass die Taxonomie nach phylogenetischen Kriterien auszurichten sei. Da die in der numerischen Taxonomie verwendeten Cluster-Algorithmen nicht zwischen konvergenten und homologen Merkmalen unterscheiden, ergeben sie in einer Vielzahl von Fällen keine korrekte Rekonstruktion der phylogenetischen (evolutionären) Prozesse. Konvergente Evolution beeinflusst häufig eine Vielzahl morphologischer Merkmalen gemeinsam (z. B. bei einem Vergleich von Vögeln und Fledermäusen), so dass eine rein quantitative Abwägung in die Irre führt.
Die Probleme der numerischen Taxonomie ändern jedoch nichts daran, dass sie in einigen Teilbereichen erfolgreich verwendet wird. Dies gilt insbesondere für die Bereiche, in denen andere Artkonzepte nicht anwendbar sind. Dies ist z. B. in der Paläontologie der Fall, wo etwa der biologische Artenbegriff Ernst Mayrs oft nicht zur Anwendung kommen kann, da meist keine Informationen über die Fortpflanzungsmöglichkeiten vorhanden sind. 
Der Anspruch, eine allgemeingültige taxonomische Methode vorgelegt zu haben, kann allerdings als gescheitert angesehen werden. Dies schließt allerdings nicht aus, dass die Phänetik in einer Pluralität taxonomischer Systeme dauerhaft einen Platz haben könnte.

## Numerische Taxonomie in der Linguistik
In Anlehnung an Sokal/Sneath wurden auch in der Linguistik in verschiedenen Bereichen Klassifikationen durchgeführt. Das Ziel ist auch hier, möglichst objektive Verfahren der Klassifikation zu verwenden. In Anwendung auf sprachtypologische Fragen wurden aufgrund morphologischer und syntaktischer Eigenschaften der Sprachen Ergebnisse erzielt, die zum Großteil mit den historischen Klassifikationen übereinstimmen. Weitere klassifikatorische Versuche basieren auf den distributionellen Eigenschaften der Phoneme der Sprachen.